# Plački vrh
Der Plački vrh, deutsch Platsch oder Platschberg, ist ein 509 m. i. J./510 m ü. A. hoher Berg der Windischen Bühel an der slowenisch-steirischen Grenze, mit gleichnamigem etwa 440 m hohem Pass.

## Lage und Landschaft
Der Platsch erhebt sich 2½ Kilometer südwestlich über den Grenzübergangs Spielfeld/Šentilj und den Ort Šentilj (St. Egidi/Ilgen).
Der Berg bildet die Grenze von Podigrac (Podigraz, Gemeinde Kungota) und Graßnitzberg, der Gipfel liegt im Gebiet von Kungota. Nordwärts fließen der Katzengrabenbach und der Oberggbach zum Spielfeldbach, südwärts der Plački potok (Platschbach), der zur Pesnica (Pössnitz) entwässert. Die Ortschaft Plač (Platsch) liegt etwas talauswärts.
Unweit nordöstlich liegt im Kamm der 441 m hohe Hochgraßnitzberg, westlich der Witscheinberg/Svečinski vrh mit 515 m/517 m. Dorthin dazwischen befindet sich auf 471 m der österreichische Ort Zieregg (Cirnik), von wo ein Kamm nordwärts zum Graßnitzberg (393 m) führt. Zwischen Katzengrabenbach und Oberggbach liegt der Riedel von Obegg (360 m). Südwärts streichen die Riedel von Vrtiče (bis 393 m) und des Stara Gora pri Šentilju (402 m).
Zwischen Zieregg und Platschberg befinden sich der Pass als Einsattelung, den die Straße quert, und etwas südlich davon der kleine lokale Grenzübergang Ehrenhausen–Platsch (Zieregg). Diese Straße bildet auch die Gemeindegrenze Straß zu Ehrenhausen (L660) und Katastralgrenze von Podigrac zu Ciringa (slowenisches Zieregg, R708).

## Geschichte und Erschließung
Am Plački vrh wurden Spuren vorgeschichtlicher Besiedlung gefunden, wohl aus Spätbronzezeit und früher Eisenzeit.
Über den Pass führte schon zur Römerzeit eine Hauptstraße vom Mur- ins Drautal, die Römerstraße Poetovio  – Poedicum (Ptuj – Bruck an der Mur), vermutlich nordwärts über Graßnitzberg und Ewitsch nach Ehrenhausen; der heutige Übergang über Šentilj – Spielfeld dürfte wegen der ausgedehnten Auen in der Murebene unpassierbar gewesen sein, sodass die Straße ab Ad Vicesimum (Radkersburg) Mur-rechtsufrig verlief.
Von der Straße leitet sich wohl auch der Name ab, er ist 1265 im landesfürstlichen Urbar als Plavers genannt, was deshalb zu  slawisch placevati ‚zahlen‘ für eine Maut stehen könnte.
Diesen Verlauf nahm dann auch bis in die Neuzeit die Alte Poststraße. Noch 1822 wird der Pass als „ein dem Kommerz sehr erschwerender Berg auf der großen Hauptstraße von Triest nach Wien“ erwähnt. Heute verläuft hier die Platscher Straße (L660 ab der Grenzland Weinstraße L613 beim Ort Zieregg, dann slowenische R708 bis Kungota).
Der Pass bildete die Grenze der steirischen Gerichtsbezirke Marburg und Leibnitz, mit dem Vertrag von Saint Germain 1919 wurde er Staatsgrenze, Anfangs der Republik Österreich zum SHS-Staat, dann zu Jugoslawien, seit 1991 zu Slowenien. Seit dem EU-Beitritt Sloweniens 2004 ist der Pass wieder frei passierbar.
Im Zuge der Flüchtlingskrise in Europa errichtete Österreich ab November 2015 beim Grenzübergang Spielfeld einen Grenzzaun, der über 3½ Kilometer herauf bis an den Grenzübergang am Platsch reichen sollte. Weil die Flüchtlingsströme verebbten, wurde das Bauwerk nur in der Kernzone im Sinne eines Leitsystems errichtet, es kam zu keinen illegalen Übertritten auf der Nebenroute am Platsch.
Der Gipfel gilt als besonders schöner Aussichtsberg mit Weitblick in die Südsteiermark und über den Raum Marburg. Am Gipfel des Platschberges steht eine 2000 erbaute Aussichtswarte, die jener auf dem Kreuzberg nachempfunden ist. Der Zugang liegt auf der slowenischen Seite, es führt eine kleine Straße dorthin.

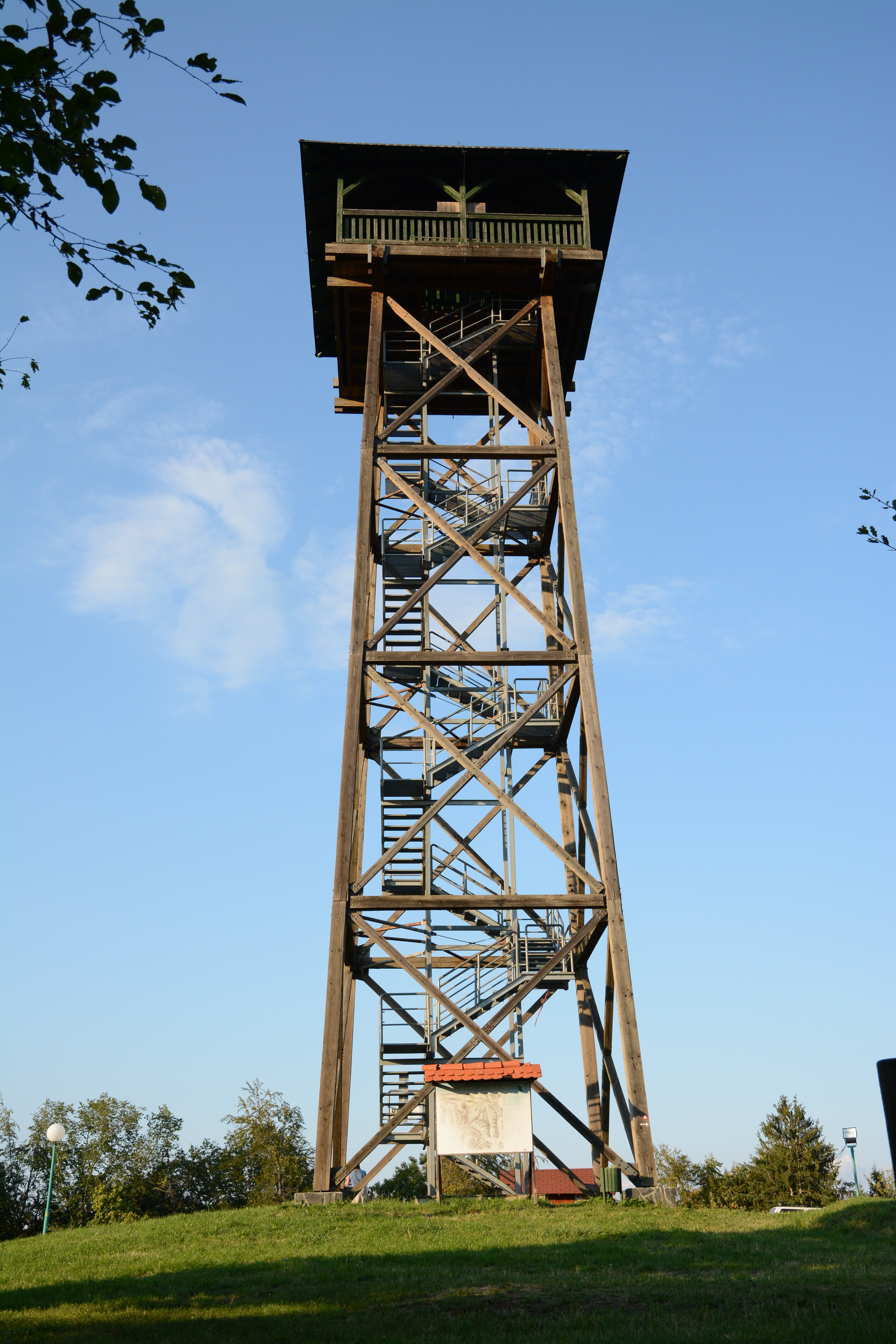
Der Aussichtsturm
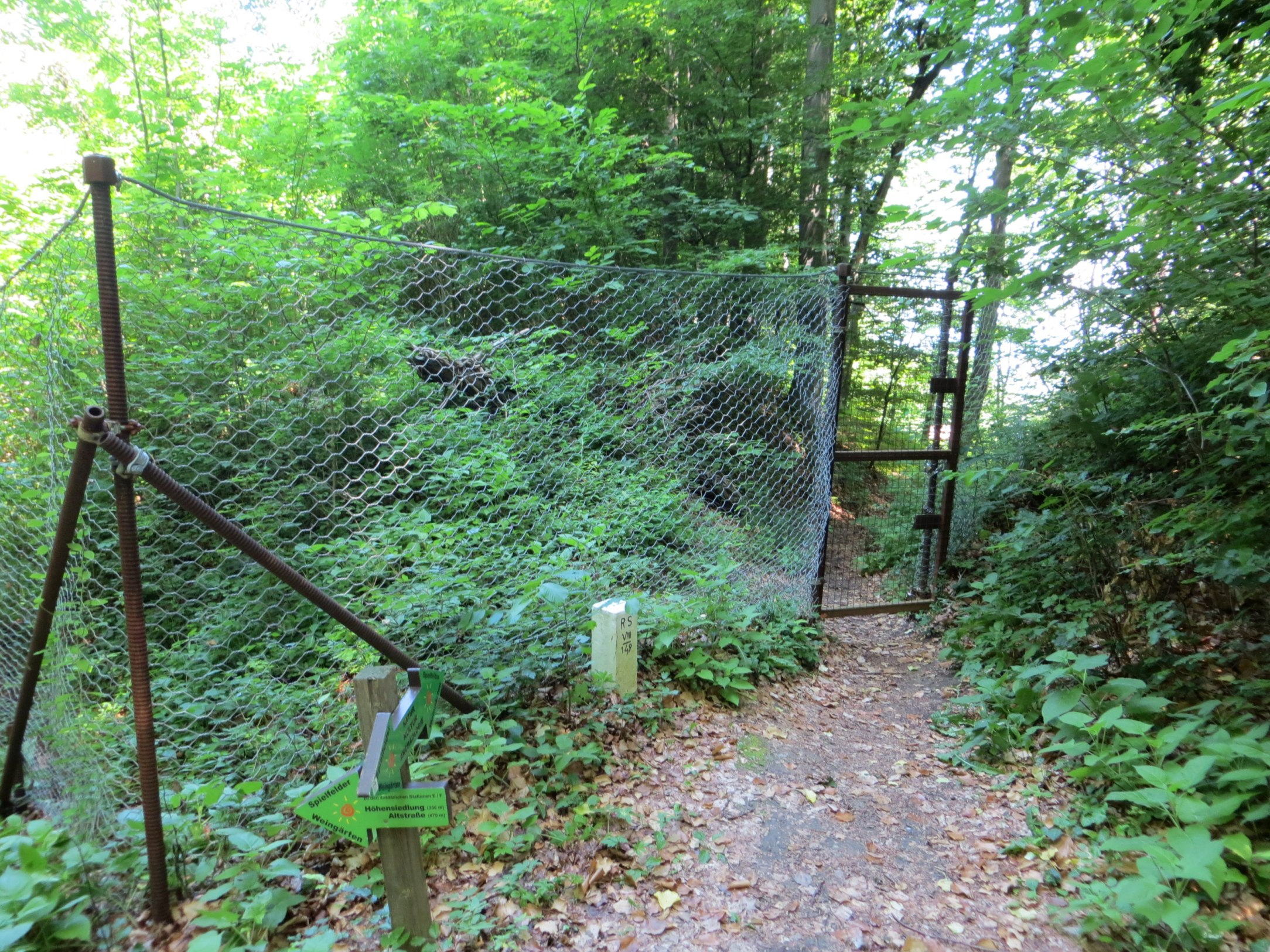
Grenzzaun am Platsch mit unverschlossenem Tor